# Mikhaïl Frinovski
Mikhaïl Petróvitx Frinovski (en rus: Михаи́л Петро́вич Фрино́вский) (gener de 1898 mort 4 de febrer de 1940) va servir com a cap adjunt de l'NKVD en els anys de la Gran Purga i, juntament amb Nikolai Yezhov va ser responsable de la creació de la massa de moviment de la repressió de Stalin.

## Biografia
Mikhaïl Petróvitx Frinovski va néixer el 1898 fill d'un mestre al poble de Narovtxat. Abans de la Primera Guerra Mundial, va estudiar en una escola religiosa. El gener de 1916, Frinovski fou voluntari per a l'exèrcit. Ell va servir com a sergent en la cavalleria fins a la deserció a l'agost del mateix any. Es va afiliar a un grup anarquista i va participar en l'assassinat del General de M. Un Bem.
Al març de 1917 va començar a treball a Moscou. Al setembre es va oferir com a voluntari per la Guàrdia Roja. La unitat sota el seu comandament va participar en la presa del Kremlin, durant el qual Frinovski va ser greument ferit.
Entre març i juliol de 1918, Frinovski va tornar de nou a la vida civil i va treballar com a administrador adjunt de la Clínica Hodynskaya. El juliol del 1918 es va incorporar al Partit Comunista de la Unió Soviètica i fou voluntari per a l'Exèrcit Roig. Frinovski va ser nomenat comissari d'una unitat de combat i també nomenat cap de la Secció Especial (el supervisor i el representant polític de la policia secreta, VTxK) de la 1a de Cavalleria de l'Exèrcit.
El 1919 Frinovski ser traslladat a la VTxK. un any més tard es va convertir en diputat de la Secció Especial de Moscou de la Txekà. Com a tal, va participar en moltes operacions vitals per a la supervivència del règim bolxevic, incloses les accions contra els anarquistes, i també la repressió dels anarquistes i les milícies rebels a Ucraïna.
Des de desembre de 1919 fins a abril de 1920, Frinovski serveix en la Secció Especial per al Front Sud. El 1920, va ser transferit al Front Sud-Occidental, on exerceix el càrrec de la Secció Especial, i la funció d'adjunt al cap de la Secció Especial de la 1a de Cavalleria de l'Exèrcit. Entre 1921 i 1922, va ser el d'adjunt al Cap de la Txekà ucraïnesa.
De 1922 a 1923, Frinovski va encapçalar la divisió administrativa de la GPU de Kíev. Des del 23 de juny també va ser cap de la OGPU del Sud-est.
El novembre de 1923, Mikhaïl Frinovski va ser traslladat al Caucas del Nord i li van donar el comandament de la Secció Especial per a la regió. El gener de 1926, fou nomenat cap de les forces de la GPU.
El juliol del 1927, Frinovski va ser traslladat de nou a Moscou, aquesta vegada com a ajudant del comandant de la Secció Especial per a la regió. El 1927 va completar cursos d'alt comandament a l'Acadèmia Militar Frunze. Des del 28 de novembre de 1928 i setembre de 1930, fou comissari de la divisió de les forces especials assignats al Col·legi Dzerjinsky de l'URSS de la OGPU.
L'1 de setembre de 1930, va ser ascendit i nomenat president de la GPU de l'Azerbaidjan. L'abril del 1933, va ser ascendit de nou i es va convertir en el comandant de la Guàrdia de Fronteres OGPU. El 10 de juliol de 1934, Frinovski es va convertir en cap de les fronteres i la seguretat interna de l'NKVD.
Després de la caiguda de Guénrikh Iagoda i el nomenament de Nikolai Iejov per a aquest lloc Frinovski es va convertir en diputat de la Narkom en assumptes Interns.